# Réseau Ferré de France

Spoornet in Frankrijk. Rode lijnen = LGV (25 kV), Oranje lijnen = 25 kV, Groene lijnen = 1,5 kV, Grijze lijnen = Geen elektrificatie, Gele lijnen = Meterspoorlijnen, Dunne lijnen = Enkelspoorlijnen, Dikkere lijnen = Dubbelspoor

Réseau Ferré de France, of kortweg RFF, is de spoorwegbeheerder van het Franse spoornet.

## Beschrijving
De door de EU opgelegde splitsing van weg en exploitatie is in Frankrijk op een minimalistische wijze uitgevoerd. SNCF richtte voor eigendom en beheer van de infrastructuur RFF op, die echter verplicht werd voor onderhoud van spoor en seinwezen een contract aan de SNCF te gunnen. RFF heeft dan ook zeer weinig mensen in dienst, maar nam wel het merendeel van de oude schuld van de SNCF over. Toch groeide de rol van RFF langzaam maar zeker. Bij de bouw van de LGV Est kreeg RFF de rol van opdrachtgever en toezichthouder en bij de bouw van de LGV Rhin-Rhône is het vanaf het begin verantwoordelijk voor de hele projectsturing, vanaf tracékeuze en het verlenen van bouwcontracten tot en met de oplevering.
Het toekennen van treinpaden zal niet meer door de SNCF gebeuren maar door een onafhankelijk kantoor, om belangenverstrengeling te vermijden nu ook andere maatschappijen op het Franse spoorwegnet rijden. 
De RFF heeft onvoldoende geld om het spoorwegnet in stand te houden. Bij de zwakkere lijntjes wordt op onderhoud bezuinigd, zodat er veel snelheidsbeperkingen opgelegd moeten worden vanwege de slechte staat van het spoor. De regio's protesteren hiertegen en proberen geld los te krijgen om hun belangrijkste TER spoorlijnen te ontzien.

## Elektrificatie
Het Franse spoornet heeft in totaal 15.000 km aan geëlektrificeerde spoorlijnen met 3 verschillende elektrificatiesystemen: (zie kaart)
- 850 V (122 km in 2007) gelijkspanning via derde rail: werd vroeger veel gebruikt met voorstadslijnen in Parijs (onder 650 V) en de berglijn bij Modane. Nu alleen nog bij twee meterspoorlijnen: Saint-Gervais-les-Bains - Vallorcine en Villefranche-Vernet-les-Bains - Latour-de-Carol (in de volksmond de 'Gele trein').
- 1.500 V (5905 km in 2007) gelijkspanning: hoofdzakelijk ten zuiden van Parijs.
- 25.000 V (9113 km in 2007) wisselspanning: het noorden, de hogesnelheidslijnen en in principe alle nieuwe elektrificaties.

## Andere spoorbedrijven

### Goederen
Sinds het Franse spoornet is opengesteld voor het goederenvervoer, hebben meerdere maatschappijen een vergunning van de RFF gekregen en rijden nu met de SNCF concurrerende goederentreinen. Eind 2007 hebben deze vervoerders 8% in vervoerde vracht en 3,2% in tonkilometers. Er werd nieuwe wetgeving ingevoerd om lokale spoorbedrijven op te richten die alleen lokaal spoorvervoer verrichten buiten het hoofdspoornet, de OPF's (Opérateurs Ferroviaires de Proximité).
Deze vervoerders rijden eind 2011 in Frankrijk:
- B Cargo (Belgische spoorwegen): Rijdt door tot Calais en de Noord-Franse steden.
- CFL Cargo (Luxemburgse Spoorwegen): Rijdt in de buurt van Luxemburg en gebruikt personeel van de zustermaatschappij CFL Fret services France. Zo gebruiken Hadonage als Frans knooppunt.
- Compagnie Ferroviaire Régional (CFR):
- Colas Rail (Opgericht door BTP Colas, een filiaal van Bouygues): Is vooral een spooraannemer maar heeft een eigen vergunning om op het spoornet te rijden. Bijvoorbeeld treinen met steenslag. Vervoert echter ook goederen voor klanten.
- Europorte: Een dochteronderneming van Eurotunnel die Veolia Cargo heeft overgenomen.
- Euro Cargo Rail (ECR): Is de grootste particuliere vervoerder, het rijdt 800 treinen per maand en vervoert daarmee 520.000 ton goederen[3], hetgeen ongeveer 50% van het verkeer van de nieuwkomers. Het bedrijf is opgezet als filiaal van de grote Engelse vervoerder EWS en is nu in bezit van de DB[3].
- La Rochelle Maritime Services: Een OPF die samenwerkt met ECR, rond de haven van La Rochelle.
- Normandie Rail services: Een OPF dochtermaatschappij van de SNCF.
- Régie Départementale des Transport des Bouches du Rhône (RDT13): Een OFP
- VFLI (Een dochteronderneming van de SNCF): Het Noorden en langs de noord-zuidas Metz - Avignon en verder tot Le Boulou aan de Spaanse grens. (zie TER Languedoc-Roussillon voor het Frans-Spaans goederenverkeer). Ten slotte nog een treindienst tussen Bordeaux en Boussens.
- TPCF Fret

### Reizigers
Het reizigersvervoer is langere tijd een monopolie geweest van de SNCF. Met de komst van open-access-maatschappij Trenitalia-Veolia Transdev (TVT), een samenwerkingsverband tussen Trenitalia en Veolia Transdev, heeft de SNCF een eerste concurrent op zijn netwerk. Deze maatschappij reed sinds 11 december 2011 nachttreinen onder de naam Thello. Tegenwoordig wordt deze verbinding uitgevoerd door Trenitalia France, nadat Trenitalia alleen verder ging. Verder rijdt Transdev sinds 29 juni 2025 de reguliere TER-diensten tussen Marseille en Nice, waarmee de SNCF op deze dienst werd verdreven.
Op een aantal andere lijnen rijdt de SNCF samen met een buitenlandse spoorwegmaatschappij, al dan niet onder exploitatievergunning van de SNCF. Deze lijnen zijn:
- De SWEG rijdt tussen Straatsburg en Offenburg en doet een Franse tussenhalte aan.
- De CFL rijdt naar een aantal Franse stations (in eigen beheer) en via de grensoverschrijdende verbinding naar Longwy.
- De Zwitserse S-Bahn Basel die als stoptrein doorrijdt tot Mulhouse.
- De NMBS rijdt treinen van en naar Lille (zie artikel "Verbindingen met België" (Doornik & Moeskroen))

## Niet-RFF-spoorwegen
De volgende spoorlijnen zijn geen eigendom van de RFF:
- De RATP RER-spoorlijnen in en rond Parijs. De meeste van deze lijnen zijn vroeger van de SNCF overgenomen.
- De 'Chemins de fer de Provence' is een smalspoorlijn. Zoals voor veel vroegere lokale spoorwegen is hier de regionale overheid verantwoordelijk voor de concessie.
- De Chemins de Fer de Corse (CFC), wordt geëxploiteerd door de SNCF, maar de spoorinfrastructuur is niet van de RFF. De Corsicaanse regionale overheid is verantwoordelijk voor de spoorinfrastructuur op het eiland.
- De havensporen en sommige industriespoorlijnen die eigendom zijn van bedrijven.
- Tram-, metro- en museumlijnen maken geen deel uit van het "nationaal" spoornet en worden lokaal beheerd.